# Rawân Farhâdi
Rawân A. G. Farhâdi (Abdul Ghafoor Rawân Farhâdi), né le 23 août 1929 à Kaboul en Afghanistan, est un universitaire et diplomate afghan qui occupe le poste d'ambassadeur de l'Afghanistan auprès des Nations unies de 1993 à 2006.

## Biographie

### Jeunesse et éducation
Ravan A. G. Farhâdi est un Tadjik originaire de Kaboul. Il obtient son diplôme du lycée Esteqlal en 1948. Il étudie ensuite à l'Institut d'études politiques de Paris, en France, et obtient une maîtrise en 1952. Il obtient ensuite son doctorat à la Sorbonne, en études indo-iraniennes, en 1955. Sa thèse porte sur « Le persan parlé en Afghanistan », traduit plus tard en anglais et en russe. Ravan A. G. Farhâdi parle couramment le français, l'anglais et le persan.

### Carrière diplomatique
En 1955, Ravan A. G. Farhâdi occupe un poste de maître de conférences en histoire de la pensée politique à l'Université de Kaboul. En 1958, il commence sa carrière diplomatique en tant que premier secrétaire à l'ambassade d'Afghanistan à Karachi, au Pakistan. De 1961 à 1962, il est directeur des affaires des Nations unies au ministère afghan des Affaires étrangères. Par la suite, il est nommé conseiller et chef de mission adjoint à l'ambassade d'Afghanistan à Washington, aux États-Unis.
En 1964, il retourne à Kaboul pour travailler au ministère des Affaires étrangères. De 1964 à 1968, il occupe le poste de directeur général des affaires politiques au ministère, puis il devient vice-ministre des Affaires étrangères pendant 5 ans. Entre 1965 et 1971, il est également secrétaire du Conseil des ministres du gouvernement afghan.
En 1973, il est nommé ambassadeur à Paris. Après le coup d'État de Mohammad Daoud Khan, Ravan A. G. Farhâdi est rappelé à Kaboul. Il est membre de la Commission consultative du ministère de la Culture de 1975 à 1978, et organise des réunions internationales dans les domaines culturels.

### Carrière dans l'enseignement
Après l'invasion soviétique en 1979, Farhâdi passe deux ans dans la prison de Pol-e Charkhi en tant que prisonnier politique. Après cela, il s'installe à nouveau en France et devient professeur agrégé d'histoire de la littérature persane à l'université de Paris 1 Panthéon-Sorbonne et à l'université de Paris III : Sorbonne Nouvelle. À l'été 1985, il est chercheur invité à l'université nationale australienne de Canberra. Il est ensuite professeur associé au Département d'études du Proche-Orient de l'université de Californie à Berkeley. À Berkeley, il enseigne des matières allant de la littérature persane au mysticisme islamique médiéval.
Le professeur Farhâdi écrit un certain nombre de textes historiques, dont Les Quatrains de Rumi, il traduit également plus de 1600 des quatrains attribués à Rumi.

### Ambassadeur de l'Afghanistan à l'ONU
Après la chute du gouvernement communiste d'Afghanistan et le début du gouvernement de Burhanuddin Rabbani, Farhâdi devient ambassadeur de l'Afghanistan auprès des Nations unies. Il présente ses lettres de créance en tant qu'ambassadeur représentant permanent de l'Afghanistan à Boutros Boutros Ghali, secrétaire général des Nations unies, le 30 avril 1993. Même lorsque les talibans prennent le contrôle de la majeure partie de l'Afghanistan, le gouvernement de Burhanuddin Rabbani continue de représenter l'Afghanistan aux Nations unies, avec Ravan A. G. Farhâdi comme ambassadeur jusqu'à la fin de 2006. Les talibans, malgré le fort soutien du Pakistan, n'ont jamais représenté l'Afghanistan aux Nations unies.
Depuis 1993, Farhâdi est vice-président du Comité pour l'exercice des droits inaliénables du peuple palestinien au siège des Nations unies à New York. Le diplomate est connu pour son fort engagement en faveur des droits des Palestiniens, il reconnait également le droit d'Israël à exister.
À la fin de sa période diplomatique, il traduit avec le savant américain Ibrahim Gamard tous les quatrains du poète soufi tadjik Djalâl ad-Dîn Rûmî.

## Positions politiques
Ravan A. G. Farhâdi est critique à l'égard du Pakistan, affirmant que le pays soutient les talibans. Le diplomate est favorable à un gouvernement composé de toutes les communautés ethniques d'Afghanistan, y compris les Ouzbeks, les Tadjiks, les Hazaras, les Baloutches et les Pachtounes, mais rejette l'idée du secrétaire d'État américain Colin Powell d'inclure des membres talibans modérés dans le prochain gouvernement. Lors des élections présidentielles de 2009, au cours desquelles Abdullah Abdullah est le principal challenger de Karzai, Farhâdi se prononce en faveur d'Abdullah, l'ancien ministre des Affaires étrangères.
Après la chute des talibans, Ravan A. G. Farhâdi tente de faire pression sur le gouvernement américain pour qu'il accorde plus d'aide à l'Afghanistan, notamment pour indemniser les familles qui ont perdu des proches dans les bombardements américains.